# Чэн Чжунъин
Чэн Чжун-ин (кит. 成中英; англ. Cheng Chung-Ying; 29 сентября 1935, Нанкин — 2 июля 2024, Гонолулу) — китайский философ и историк философии.

## Биография
В 1956 году окончил Тайваньский национальный университет. Специализировался по литературе и философии. Изучал философию и логику в США. В 1964 году получил степень доктора в Гарвардском университете. С 1963 года преподавал на философском факультете Университета Гавайи в Маноа. С 1972 года профессор.
Чэн Чжун-ин является основателем и главным редактором научного журнала «Journal of Chinese Philosophy» (Гонололу). Журнал издаётся с декабря 1973 года. Чэн Чжун-ин является также основателем Международного общества китайской философии (The International Society for Chinese Philosophy).
Область научных интересов Чэн Чжун-ин: история китайской философии, история логики в Китае, возникновение философии в Китае, ицзинистика, конфуцианство и неоконфуцианство, сравнительная философия.
Умер 2 июля 2024 года в Гонолулу, Гавайи, США, в возрасте 88 лет.

## Основные работы
- Contemporary Chinese Philosophy, ed. with Nicholas Bunnin. . Malden and Oxford: Blackwell Publishing, 2002. 429 pages.
- Treatise on Confucian Philosophy: The Way of Uniting the Outer and the Inner, Beijing: China Social Scienes Publishers, 2001, 431 pages.
- New Dimensions of Confucian & Neo-Confucian Philosophy, Albany: New York University Press, 1991.
- Ontology and Interpretation, (in Chinese), Beijing: Sanlian Publishers, 2000. 382 pages.
- Pierce’s and Lewis’s Theories of Induction. Martinus Nijhoff Publishing Company, The Hague, The Netherlands ， 1969. 206 pages.
- Tai Chen’s Inquiry into Goodness, A Study with A Translation of Yuan Shan (In English), The East-West Center Press, Honolulu ， 1971. 176 p．
- On Guang as Onto-Hermeneutical Understanding // International Journal for Yijing Studies, Beijing, 1995, issue 1. P. 59-79.
- Logic and Language in the Chinese philosophy // Journal of Chinese Philosophy 1987, vol. 14, Issue 3 , p. 285—307
- Li and Ch’i in the I Ching: A Recosideration of Being and Non-Being in Chinese Philosophy // «Journal of Chinese Philosophy». 2009, vol. 36, № 1. p. 73-100.
- The Yijing as Creative Inception of Chinese Philosophy // Journal of Chinese Philosophy 2008, vol. 35 (2), p.201-218.
- Chinese Philosophy in America, 1965—1985: The Retrospect and Prospect // Journal of Chinese Philosophy 1986, vol.13, Issue 2, p. 155—165.